# Eva Bartok

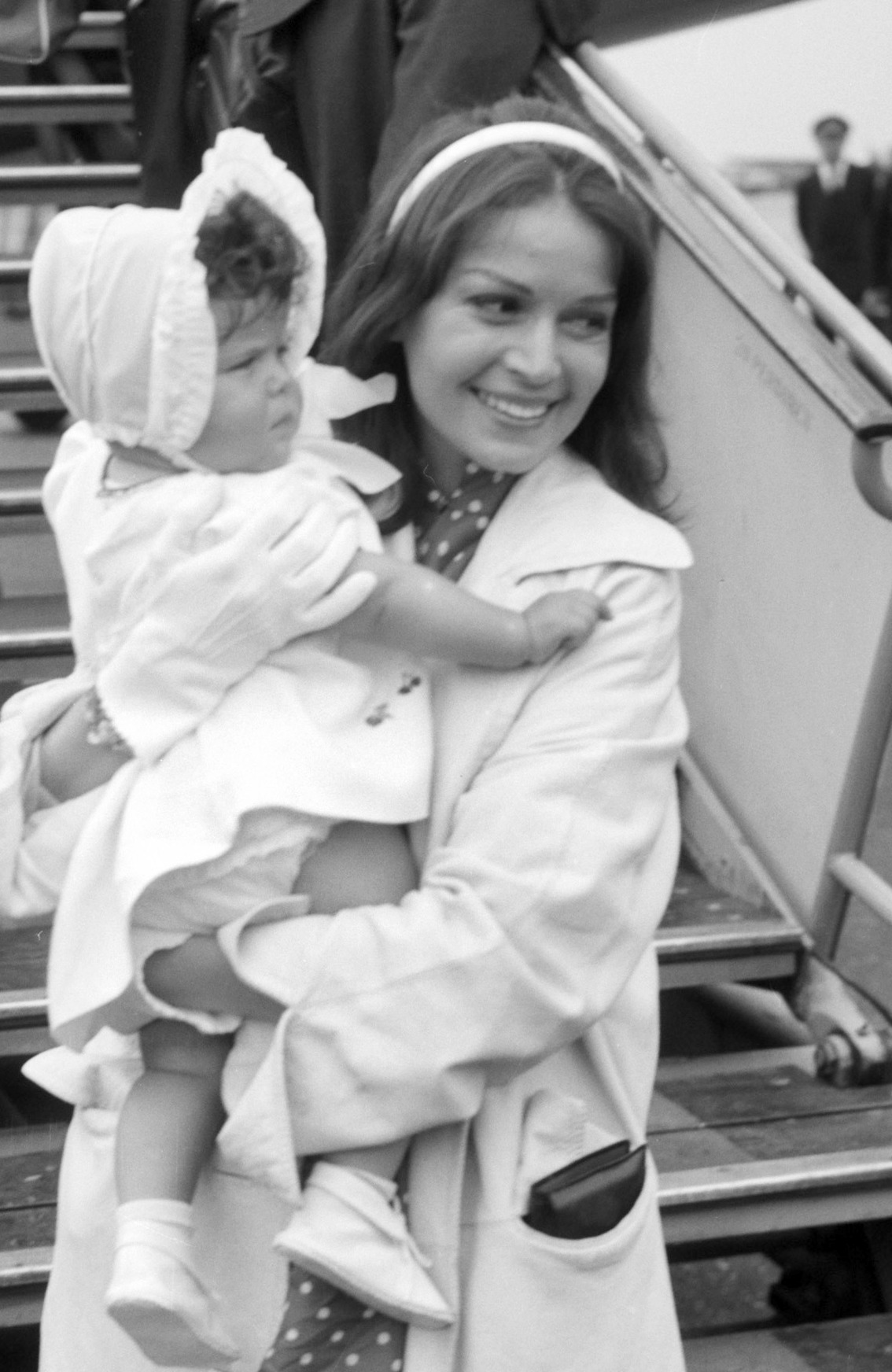
Eva Bartok, 1958

Eva Bartok (anhörenⓘ * 18. Juni 1927 in Budapest; † 1. August 1998 in London; geborene Éva Ivanova Márta Szőke) war eine ungarisch-britische Schauspielerin.

## Karriere
Die Tochter eines Journalisten begann ihre Laufbahn 1945 am Belvárosi Theater in Budapest und spielte 1947 am Nemzeti Kamara. In einem ungarischen Film, der aus politischen Gründen nicht aufgeführt wurde, stand sie erstmals vor der Kamera. 1948 verließ sie Ungarn, um nach London zu ziehen. 1949 gab sie unter ihrem Künstlernamen Bartok in dem Film A Tale of Five Cities ihr Kinodebüt. Danach hatte sie in Rom Erfolge als Revuestar. Der internationale Durchbruch als Filmschauspielerin gelang ihr 1952 an der Seite von Burt Lancaster als Consuelo in Der rote Korsar.
Insgesamt spielte sie bis Mitte der 1960er Jahre in rund drei Dutzend Filmen mit, von denen 10.000 Schlafzimmer mit Dean Martin, Der Arzt von Stalingrad und Es muß nicht immer Kaviar sein, letzterer mit O. W. Fischer, zu ihren bekanntesten zählen. Sie beeindruckte vor allem als rassige, verführerische schwarzhaarige Schönheit, während tragische Rollen wie die der Dunja in der Neuverfilmung von Puschkins Der Postmeister bei ihr die Ausnahme waren. 1965 gab sie im Berliner Theater des Westens ein Gastspiel als Venus in Paul Linckes Operette Frau Luna. Bartok beendete ihre Filmkarriere mit einer israelischen Produktion 1966 im Alter von 39 Jahren.

## Privates
Eva Bartok heiratete 1944 den ungarischen Offizier Géza Kovács. Ihr zweiter Ehemann war der Produzent Alexander Paal, der sie auch bei der Flucht aus Ungarn 1948 begleitete. Durch ihre dritte Eheschließung mit dem englischen Filmintendanten William Wordsworth erwarb sie die britische Staatsbürgerschaft. Für Aufsehen sorgte danach ihre Liaison mit David Michael Mountbatten aus dem Adelsgeschlecht Mountbatten. Er war ein Urenkel von Königin Victoria. Unter großem Medieninteresse heiratete sie am 13. August 1955 den deutschen Schauspieler Curd Jürgens. Am 6. November 1956 kam es zur Scheidung. 1957 wurde ihre Tochter Deana geboren, was zu Spekulationen über den Vater des Kindes führte. Von 1980 bis zur Scheidung 1983 lebte Eva Bartok mit ihrem fünften Ehemann, dem Amerikaner Dag Molin, in Los Angeles.
Bartok, die als Mitglied des internationalen Jet-Sets jahrelang für Schlagzeilen in der Boulevard-Presse gesorgt hatte, geriet nach dem Ende ihrer Filmkarriere nach und nach in Vergessenheit. Sie hatte mit dem Filmgeschäft offenbar keinen Kontakt mehr und legte in späteren Jahren den Namen Eva Bartok wieder ab. Auf Java beschäftigte sie sich mit den Lehren der Subud-Bewegung. Zu Beginn der 1970er Jahre arbeitete sie in Honolulu als Sprecherin eines Rundfunksenders und hielt Vorträge über das Subud-Gedankengut.
Nach der Scheidung ihrer letzten Ehe 1983 kehrte sie nach Europa zurück. In den späten 1980er und frühen 1990er Jahren arbeitete sie als Dr. Maria Jürgens für eine Kunstgalerie in San Francisco. Über die letzten Jahre Eva Bartoks gibt es wenig Informationen. Mitte der 1990er Jahre lebte und arbeitete sie offenbar unter dem Namen Eva Jürgens in einem Hotel im Londoner Stadtteil Paddington. Dort starb sie 1998 verarmt an den Folgen eines Herzinfarkts.

## Filmografie
- 1947: Mezei Próféta (unveröffentlicht)
- 1950: Madeleine
- 1951: Fünf Mädchen und ein Mann (A Tale of Five Cities)
- 1952: Der rote Korsar (The Crimson Pirate)
- 1952: Der Teufel von Venedig
- 1953: Der letzte Walzer
- 1953: Spaceways
- 1953: Die blonde Spionin (Park Paza 605)
- 1954: Meines Vaters Pferde I. Teil Lena und Nicoline
- 1954: Rummelplatz der Liebe
- 1954: Orientexpress
- 1954: Viktoria und ihr Husar
- 1955: Vom Himmel gefallen (Special Delivery)
- 1955: Dunja
- 1955: Spionagenetz Hamburg (Break in the Circle)
- 1956: Durch die Wälder, durch die Auen
- 1956: Ohne Dich wird es Nacht
- 1957: 10.000 Schlafzimmer
- 1958: Madeleine Tel. 13 62 11
- 1958: Der Arzt von Stalingrad
- 1959: Dicke Luft und heiße Liebe (SOS Pacific)
- 1959: Ihr Verbrechen war Liebe
- 1959: Operation Amsterdam
- 1960: Ein Student ging vorbei
- 1961: Es muß nicht immer Kaviar sein
- 1961: Diesmal muß es Kaviar sein
- 1961: Unter Ausschluß der Öffentlichkeit
- 1962: Eheinstitut Aurora
- 1963: Ferien wie noch nie
- 1964: Blutige Seide (Sei donne per l’assassino)
- 1964: The Midnight Men (Fernsehserie, 6 Folgen)
- 1965: Winter in Ischia (Serjeant Musgrave’s Dance) (Fernsehfilm)
- 1966: Sabina v’Hagvarim